# Мартін Вільгельм Кутта
Ма́ртін Вільге́льм Ку́тта (нім. Martin Wilhelm Kutta, 3 листопада 1867, Бичина, Верхня Сілезія — 25 грудня 1944, Фюрстенфельдбрук, Німецька імперія) — німецький математик. Співавтор відомого сімейства методів наближеного інтегрування звичайних диференціальних рівнянь (методів Рунге — Кутти). Також відомий завдяки аеродинамічній поверхні Жуковського — Кутти і аеродинамічній умові Кутти, теорему Жуковського також називають теоремою Кутти — Жуковського.

## Життєпис
Народився в Пічені (Верхня Сілезія; нині Бичина, Польща). Навчався в Бреславському університеті (нині Вроцлавський) від 1885 до 1890 року, продовжив навчання в Мюнхені до 1894 року, де став асистентом Вальтера Діка. Від 1898 року провів рік в університеті Кембриджа. 1911 року в Штутгарті став професором, де продовжував працювати до виходу на пенсію 1935 року.
1901 року розробив відоме сімейство методів наближеного розв'язування звичайних диференціальних рівнянь та їх систем.
Помер у Фюрстенфельдбруці (Німеччина).

## Вимова прізвища
Згідно з граматичними нормами української мови, прізвище Кутта відмінюється, тому, наприклад, кажуть: «Метод Ру́нге — Ку́тти четвертого порядку». Однак іноді на практиці зустрічається і варіант без відмінювання: «Метод Рунге — Кутта».